# Mesochernes australis
Espèce
Mesochernes australis est une espèce de pseudoscorpions de la famille des Chernetidae.

## Distribution
Cette espèce est endémique de la province de Río Negro en Argentine. Elle se rencontre vers San Carlos de Bariloche.

## Publication originale
- Mello-Leitão, 1939 : Pseudoscorpionidos de Argentina. Notas del Museo de La Plata Zoologia, vol. 4, no 17, p. 115-122.